# Naphtali Epstein
Naphtali Herz Epstein (11. August 1782 in Karlsruhe – 14. Oktober 1852 ebenda) war Aktuar und langjähriger Oberratsschreiber des Oberrats der Israeliten Badens.

## Familie
Naphtali Epstein war der Sohn des Bruchsaler Landesrabbiners Pelta Moses Epstein (* 1745; † 1821) und der Veilchen geborene Wormser (* 1750; † 1829) aus Karlsruhe. Epstein blieb lebenslang Junggeselle. 

## Leben
Er erwarb neben einer talmudischen Bildung durch Privatunterricht auch Kenntnisse in den damaligen Gymnasialfächern. Vom Oberrat der Israeliten Badens erhielt er ein Stipendium für das Studium an der Universität Heidelberg, wo er sich als erster badischer Jude im Sommersemester 1809 immatrikulierte. Er belegte Vorlesungen in Deutsch, Latein, Philosophie und Geschichte. Nach praktischen Erfahrungen als Aktuar bei den Stadtverwaltungen in Bruchsal und Karlsruhe war er als Sekretär für den Oberrat vorgesehen. Seit 1814 widmete er sich zunächst nebenberuflich und ab 1816 hauptberuflich folgenden Aufgaben: Reform des Kultus- und Bildungswesens, Einteilung Badens in Synagogen- und Rabbinatsbezirke. Durch Denkschriften an den Großherzog und an den badischen Landtag versuchte er die politisch-rechtliche Benachteiligung der Juden zu verändern. Die Errichtung eines öffentlichen jüdischen Schulsystems war sein größter Erfolg und diente anderen deutschen Staaten als Vorbild. Epstein blieb Sekretär des Oberrats bis zu seinem Tod 1852.
Naphtali Epstein gründete mit anderen Karlsruher Juden 1822 den Verein zur Förderung des Ackerbaus unter den Israeliten. Ziel des Vereins war es, Pachtgüter und Gerätschaften bereitzustellen, damit Juden in der Landwirtschaft lernen und arbeiten konnten.

## Naphtali Epstein Verein
Die jüdischen Lehrer Badens wollten ihre Dankbarkeit durch eine Ehrengabe Ausdruck verleihen. Epstein lehnte die vorgesehene Geldsumme ab und schlug vor, einen Verein zu gründen, der kranke und bedürftige jüdische Lehrer und deren Witwen in Baden unterstützen sollte. Der Naphtali Epstein Verein (Hilfsverein für israelitische Lehrer in Baden und ihre Hinterbliebenen) wurde 1852 gegründet. Mitglied konnte jeder Jude werden. 1892 hatte der Verein 432 Mitglieder.

## Werke
- Gehorsamste Vorstellung an die hohe Zweite Kammer der Ständeversammlung des Großherzogtums Baden, betreffend die bürgerlichen und politischen Rechte der Badener, israelitischer Religion, Karlsruhe und Baden (Verlag der D. R. Marx´schen Buch- und Kunsthandlung) 1832
- Die Rechtsverhältnisse der öffentlichen israelitischen Schulen im Großherzogtum Baden, 1843